# Mountainside
Mountainside es un borough ubicado en el condado de Union en el estado estadounidense de Nueva Jersey. En el año 2010 tenía una población de 6,685 habitantes y una densidad poblacional de 636 personas por km².

## Geografía
Mountainside se encuentra ubicado en las coordenadas 40°40′49″N 74°21′22″O / 40.68028, -74.35611.

## Demografía
Según la Oficina del Censo en 2000 los ingresos medios por hogar en la localidad eran de $97,195 y los ingresos medios por familia eran $105,773. Los hombres tenían unos ingresos medios de $78,595 frente a los $52,667 para las mujeres. La renta per cápita para la localidad era de $47,474. Alrededor del 3% de la población estaba por debajo del umbral de pobreza.